# Agua Blanca de Iturbide
Agua Blanca de Iturbide är en kommun i Mexiko.   Den ligger i delstaten Hidalgo, i den sydöstra delen av landet, 130 km nordost om huvudstaden Mexico City.
Följande samhällen finns i Agua Blanca de Iturbide:
- Ejido de Agua Blanca
- Chichicaxtle
- Los Cubes
- Ejido de Calabazas
- El Palizar
- Calabazas Segunda Sección
- El Remudadero
- Sabanillas